# Automatisation industrielle

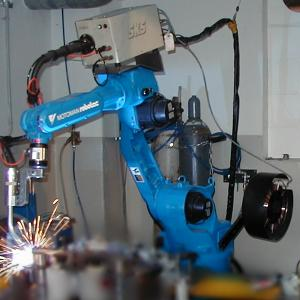
Robot industriel

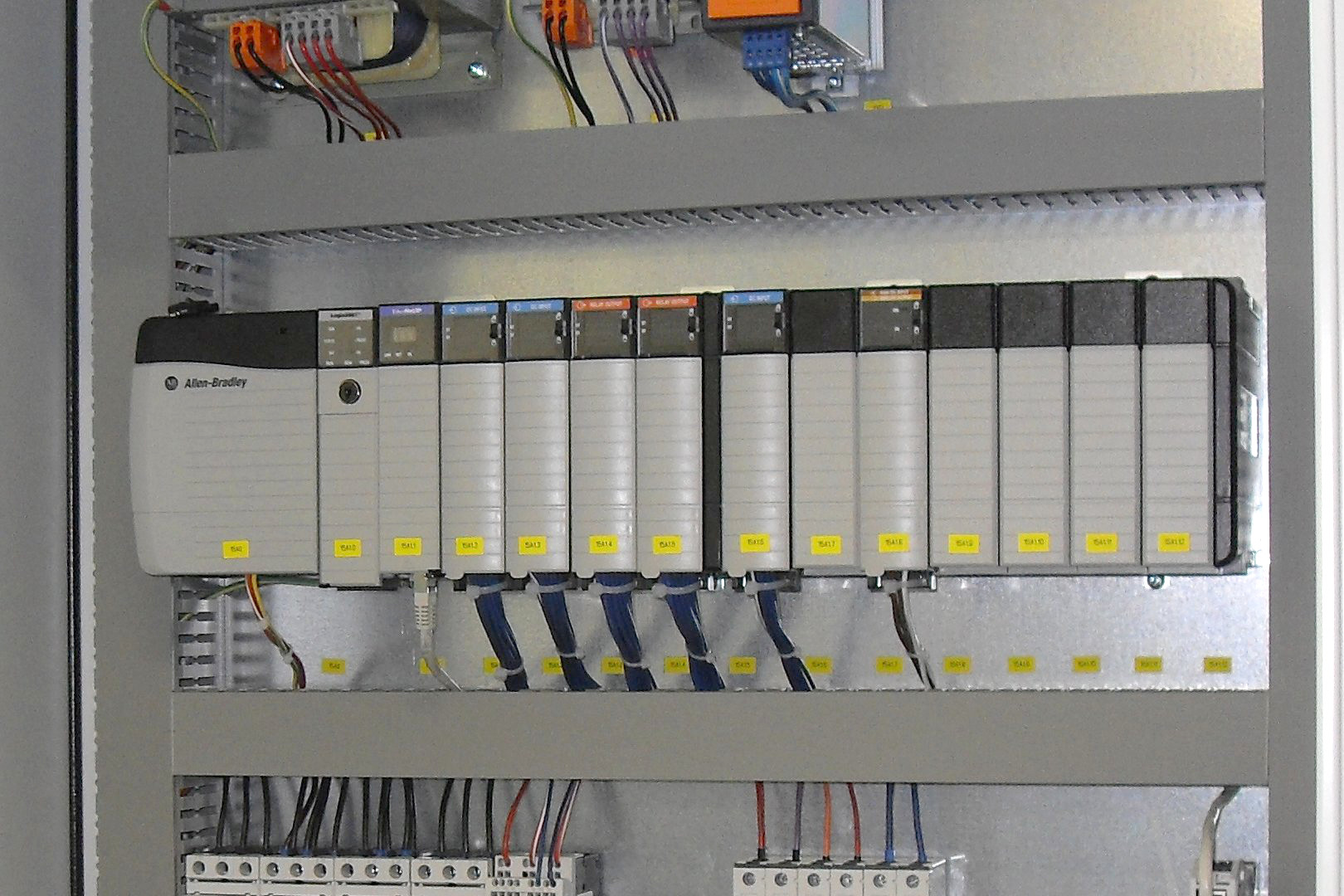
Automate de Allen-Bradley installé dans une armoire

L'automatisation industrielle est l'art d'utiliser les machines afin de réduire la charge de travail du travailleur tout en améliorant la productivité et la qualité. Elle se traduit par le recours à « une technique qui assure le fonctionnement d'une machine ou d'un groupe de machines sans intervention humaine ». En d'autres termes, l'automatisation vise à « substituer » une machine à l'homme. Souvent associée à la robotisation, l'automatisation utilise des outils numériques (ordinateurs) et des automates programmables industriels pour guider et donner des informations aux machines.

## Secteur industriel de l'automatisation industrielle
L'automatisation industrielle est aussi un secteur industriel regroupant les entreprises produisant ou gérant des machines faisant appel à des systèmes électroniques qui englobent toute la hiérarchie de contrôle-commande depuis les capteurs de mesure, en passant par les automates, les bus de communication, la visualisation, l’archivage jusqu’à la gestion de production et des ressources de l’entreprise.

## Histoire de l'automatisation industrielle

### Années 1960

#### Grands contrats et grands projets

##### Laminoir automatisé de Galati, en Roumanie
Dans les années 1960, l'automatisation industrielle commence à être pensée globalement, avec des grands contrats dans les combinats sidérurgiques intégrés et les centrales nucléaires. Au milieu de la décennie, Jeumont-Schneider a piloté la construction et la mise en service du laminoir automatisé de tôles de grandes dimensions du l'aciérie géante de Galați, érigée dans le Delta du Danube en Roumanie, permettant à cette dernière de devenir exportatrice de tôles, qui doit être terminé fin 1965 et mis en marche dès le début de 1966, avec la participation d'une centaine d'ingénieurs et techniciens français et anglais. Ce laminoir doit être automatisé à 100% deux ans après le début de sa mise en marche par  Jeumont-Schneider, chargé de l'engineering et de la fourniture de technologies, qui "a conçu et réalisé" trois cerveaux électroniques assurant l'automatisation des laminoirs", le constructeur informatique Bull "fournissant les lecteurs de cartes perforées qui leur sont associés", précise la presse en août 1965.

##### Centrale nucléaire de Chooz
Jeumont-Schneider a aussi piloté l'automatisation lors de la construction et la mise en service de la centrale nucléaire de Chooz, érigée à la même époque à la frontière entre la France et la Belgique, dans les Ardennes. Mais il ne s'agit pas encore de recourir à autant d'écrans que lors d'une autre automatisation, plus poussée, du site, celle la seconde époque de la centrale nucléaire de Chooz, décidée en 1989 et opérée principalement en 1994.

#### Machines disponibles
Seule la fin de la décennie des sixties voit le début de l’informatique dans les processus industriels, alors que "les domaines informatiques de gestion et informatique temps réel étaient nettement séparés", la seconde se basant seulement sur de rares formations en électronique, et recourant à des "machines assez brutes, sans mémoire de masse, sans logiciels de base", ni de système d'exploitation (OS), même les premiers centraux téléphoniques n'ayant encore qu'un "peu d’informatique".

#### Production automatisée d'électricité par EDF
Le projet EDF au tout début des années 1970 est considéré comme "une révolution" par rapport au fonctionnement précédent: il a visé à regrouper les fonctions d'information, de décision et d’exécution des 7 dispatchings régionaux, équipés de calculateurs d’acquisition, et du dispatching national, en créant une centaine de "groupements de Postes", équipés de Pupitres de commandes groupées (PCG), via un réseau « de transmission en temps réel » (TTR). EDF se fournit alors auprès de la CII, résultat de la fusion en 1967 de trois de ses fournisseurs, un quatrième Bull, étant en perte de vitesse: la SETI qui lui a vendu des PB 250 entre 1959 et 1963, la CAE, qui lui a vendu des C90-40 entre 1967 et 1971, et la petite Société d'électronique et d'automatisme (SEA), en perte de vitesse aussi car plusieurs de ses dirigeants sont partis à la SETI et la CAE.

##### Les conséquences du drame de Malpasset
Auparavant, au printemps 1953, en raccordant de nouveaux grands barrages des Alpes, EDF avait embauché un ingénieur du CNET, Jean Carteron, futur fondateur de Stéria en 1969, qui constitue une équipe de 10 agents en 1955, devenus 60 vers 1958 et 80 en 1959 au sein d'un Service des mouvements d’énergie (SME) travaillant "sur l’expérience («telle année, le réservoir de Tignes était à ce niveau, on a turbiné et les deux mois suivants ont été secs, donc c’était une mauvaise décision...", puis bénéficiant en juillet 1962, trois ans après la drame de Malpasset de l'achat d'un IBM 7090.
Dès 1966, des simulations d’automatisation du réglage de la tension ont lieu sur un "micro- réseau de la direction des études et recherches" d'EDF, dirigée au milieu des années 1960 par Marcel Boiteux et rejointe en 1968 par André Merlin.
Le vaste Aménagement hydraulique du Beaufortain, reliant quatre grands lacs de barrage, voisins, en zone non glaciaire, autour de celui de Roselend est achevé en 1967, avec une des plus grosses usines électriques à La Bâthie, au pied de la ligne haute tension desservant Lyon et Grenoble, où l'universitaire Michel Jacob est chargé dans les années 60 de créer le premier centre de calcul EDF à Grenoble traitant par des méthodes statistiques de l’étude des crues pour la gestion des barrages, cofondateur de l'ADIRA, en 1969 à Lyon et Grenoble pour promouvoir les technologies de systèmes d’information, puis en mai 1985 premier président de l'ACONIT, fondée avec Roger Gay (Merlin-Gérin), Pierre Thorel (CNRS), les professeurs Louis Bolliet et René Perret et la bénédiction de grands noms de l’informatique et de l’industrie : Jean Kuntzmann (fondateur de l’IMAG), François-Henri Raymond (fondateur de la SEA), Jean Vaujany (PDG de Merlin-Gérin) et Daniel Bloch (président de l’université Joseph Fourier), dont la base de données sera mise en service en juillet 2002
Au milieu des années 60 aussi devient inéluctable un décret interministériel tirant les leçons de la catastrophe de 1959 à Malpasset,. Publié en 1968, il exige des "plans d’alerte" en cas de rupture des barrages haut de plus de 20 mètres, ils sont déployés de 1970 à 1975 pour prévenir rapidement les autorités, puis les populations, avec des sirènes d'évacuation dans les zones de "premier quart d’heure". En prévision de ce déploiement un grand contrat prévoit que l’ensemble des sites EDF soit équipé, entre 1967 et 1971, de "calculateurs de traitement 90-4023", par paires pour  se protéger des pannes, et avec périphériques.
Ainsi, l'adoption d'un système de téléconduite pour le dispatching EDF par calculateur CAE 9040, fait partie des "projets européens". Exposés aux variations de température de fonctionnement, les calculateurs de traitement 90-4023 innovent par une "répartition judicieuse" entre mémoire vive et disque, en programmes comme en données, mais avec une gestion de fichiers manuelle par la saisie de 300 cartes perforées, en créant des risques d'écrasement du fichier voisin. Ils sont fournis par la CAE et la CAE, consciente du retard français en composants, qui a renoncé à les construire à temps et pris licence du haut la gamme ascendante de Scientific Data Systems (SDS), conçue dans les années 60, qu'elle revend sous sa marque,.

##### Les trois étapes du réseau: Tigre, Mercure et Retina
Le "projet Tigre" d'EDF en 1967 vise à "relier les régions au national pour des échanges de données" via "des supports de transmission loués aux PTT". Les premiers éléments sont déployés en région toulousaine en 1968, les autres régions suivant "progressivement en quelques années". 
Ce projet donne "naissance au RTD (réseau de transmission de données) d'EDF, au début des années 1970", "organisé autour de 4 commutateurs de messages Univac", installés à Clichy, Lyon, Orléans, et Toulouse. Le RTD est en 1972 "interconnecté au réseau Mercure par une liaison entre Clichy et Clamart.
Mercure est lui basé au départ sur une dizaine d'ordinateurs. Il est à la fois présenté comme le "réseau de transmission de données de la Direction des études" d'EDF et "les systèmes conçus et réalisés" par elle sur ses "calculateurs CDC 1700 , CDC 3500 et CDC 6000" lors du congrès 1972 de l'AFCET, créée en 1968 pour rapprocher informatique et automatique, organisé à Grenoble, du 6 au 9 novembre. L'AFCET note en 1972 que la moitié des calculs centralisés sur le CDC 6000 acheté en 1968 sont transmis par le terrain, et que pour faire office de commutateur et concentrateur, il lui est adjoint un CDC 3500, machine sortie en mars 1967 avec des circuits intégrés.
Au congrès suivant de l'AFCET, organisé à Rennes du 7 au 9 novembre 1973, l'association salue l'apport combiné des réseaux Tigre et Mercure pour un traitement des données un peu plus décentralisé. 
En interne, dès 1972, année où le parc EDF passe à cinq calculateurs CDC (loués environ 20 MF par an), deux IBM (5,8 MF) et un CII (0,8 MF), un Groupe d’études de transmission (GET)  "transversal au sein de l’entreprise", est chargé d'une consultation sur l' "infrastructure commune de transmission de données" mise en place par EDF en s'inspirant des réseaux à "commutation de paquets"  (Arpanet aux États-Unis ou Cyclade en France), afin de définir les "règles de communication".
Ces règles deviendront en 1977 celles de Retina (Réseau téléinformatique national), réseau téléinformatique national, une fois les exigences des PTT admises, celles du réseau Transpac. Le réseau Mercure doit alors "migrer" sur Retina.

##### EDF passe au Mitra 15
En 1971, comme prévu, EDF passera progressivement au Mitra 15 pour une centaine de nœuds de réseaux, machine confrontée à la transition du germanium au silicium. Car au tout début des années 1970, les circuits intégrés remplacent les composants discrets, avec moins d'encombrements et plus de performances, amenant EDF à s'investir dans congrès sur "l’automatisation" de son réseau à Nice en 1971, permettant à Georges Richerme, chef du service Télécoms du CRT Paris d'expliquer la nécessité d'une infrastructure télécoms "unique", répondant à l’ensemble des besoins" plutôt que maintenir "une séparation totale des réseaux de télé informations pour les dispatchings et de télécommande pour le Transport"[réf. nécessaire]. Jean Kowal (X-Télécoms) est recruté pour promouvoir à partir de 1971 un Schéma d’automatisation des réseaux (SDART), élaboré au début 1970 puis finalisé, après consultations, en 1973. Au cours de la même année 1971, EDF créé à Brive, site "pas équipé de calculateurs de supervision", un poste de commande hydraulique des 22 barrages du secteur de barrage de la Truyère et de la Dordogne[réf. nécessaire].
Cette mutation vise à une automatisation "intégrale" des barrages hydrauliques, pour économiser les "services de quart", finalisée dès avril 1972 à celui de Seyssel, un des aménagements du Rhône par la CNR, visant à protéger des crues engendrées par le fonctionnement du barrage de Génissiat situé 12 km en amont, les villes de Seyssel (Ain) et Seyssel (Haute-Savoie). Il avait été équipé lui d'un {T2000 de télémécanique. Face aux lenteurs découlant des "équipements hétérogènes", une "nécessaire formalisation des besoins" amène à une "brochure  saumon d'octobre 1972" pour ceux des dispatchings, suivie d'une blanche en 1973 pour les pupitres de commande groupée[réf. nécessaire].
En l'absence de normalisation internationale ou nationale, on renonce à "un matériel spécifique à EDF", qui diminuerait 'l'intérêt économique et industriel" du projet[réf. nécessaire]. Une centaine de mini-ordinateur Mitra 15 sont reliés progressivement aux calculateurs Bull/CAE 90-40 de 1967-1971 par une jonction dite «passerelle» aux gros ordinateurs IBM 370-68 équipant la Direction des études et recherches d'EDF à Clamart, depuis 1966, pour les analyses  nationales de données, via le réseau Mercure, mis en place "vers 1970" pour "l’interconnexion d’ordinateurs très différents". De nombreux essais sont nécessaires, en raison de "l’environnement électromagnétique sévère d’un poste électrique". Un nom codé est donné à ces Mitra 15 par la CII, "FDE 15 T", signalant EDF sans le nommer, avec le « T » de « transport ».
L’ensemble des postes de conduite est équipé. En 1975, les Mitra 15 d'EDF sont systématiquement complétés d'écrans et d'imprimantes. Le réseau EDF recourt à des microprocesseurs TLC11M de Jeumont Schneider ou de la Compagnie européenne de télétransmission (CETT), filiale de Thomson, Jeumont Schneider livrant aussi des "autocommutateurs électroniques de sécurité". Une "formation spécifique, sur l’informatique industrielle" de 12 semaines assuré par la CII avec des "stages chez les constructeurs"[réf. nécessaire].
Les barrages lacustres servent alors d'appoint en période de creux du nucléaire, afin d'assurer nuit et jour « l’équilibre en temps réel entre la production et la consommation d'électricité », une « énergie qui ne se stocke pas ».
Réseau de transport d'électricité peut ainsi gérer « les marges et réserves globales, la fréquence, la tension », via des postes de commande hydraulique (PCH), dialoguant avec les commandes de vannes des barrages.
Le PCH de Lyon, "le plus important", contrôle la conduite de 14 usines des Alpes fournissant 2 970 MW, via deux Mitra 15 aux modèles renouvelés.

### Années 1970

#### Machines disponibles
Avant les années 1970, les calculatrices légères et mobiles sont très rares et peu utilisables. En 1964, DEC a lancé  le PDP-8, premier mini-ordinateur, mais aux performances et ergonomies très modestes, qui peu à peu a cependant été envisagé pour des applications industrielles et trois employés, Edson de Castro, Henry Burkhardt III et Richard Sogge, font sécession pour créer Data General, qui entre en Bourse à l'automne 1969, en vendant le Data General Nova, mini-ordinateur 16 bits qui sera en concurrence avec le Mitra 15 pour les achats en gros d'EDF.
Le début des années 1970 voient ainsi timidement se populariser le recours à des mini-ordinateurs pour automatismes industriels, visant le contrôle-commande de processus industriels comme le calcul scientifique, les deux usages se complétant.
En 1970, Télémécanique, groupe français, vendait environ 40 % des machines pour automatismes industriels sur le marché français, et qui représentaient 13 % des petits ordinateurs utilisés à des fins autres que la gestion. Jusque-là, 6 constructeurs sur 7 étaient américains, sur un  marché des mini-ordinateursmais qu'il est hétérogène, qui "explose" car il augmente « au rythme de 40 % par an ».
Mais en mai 1971 sort une machine plus puissante, le Mitra 15, conçue pour être connectée par des réseaux télécoms entre différents sites, et reliée à un puissant ordinateur de calcul, l'Iris 80, qui sort quelques mois après, avec dans son système d'exploitation Siris 8 une fonctionnalité réseau inédite à l'époque sur le marché, Transiris. Le Mitra 15 innove car il très largement microprogrammé, ce qui permet de moduler la puissance de calcul à la demande en ajoutant jusqu'à quatre cartes. Le succès est immédiat: dès novembre 1971, un rapport du Sénat constatait que la CII a déjà 47 % du parc français des mini-ordinateurs utilisés, dont une part dans les automatismes industriels, bastion de la Télémécanique.
En 1970, Télémécanique sort son T1600, qui est lui aussi, comme le Mitra 15 et à la différence du T2000, microprogrammé. Cette microprogrammation a été élaborée avec le fournisseur de composants Sescosem
Le Monde observe le 27 mars 1974 que, contrairement à 1970, le marché national est désormais dominé par des constructeurs français, sur la base d'une étude menée par Diebold dénombrant 2400 « mini-ordinateurs et ordinateurs industriels » en France, dont environ 45% utilisés à des fonctions purement industrielles et 600 de générations précédentes, non encore qualifiées de « miniordinateur ». Le tiercé CII, Intertechnique, Télémécanique, détient, dans l'ordre 60 % de ce marché disparate, le Mitra 15 étant « très diffusé », mais Intertechnique profitant de son Multi-8 pour les péages sur autoroute, et Télémécanique venant de décider « d'orienter résolument son T1600, plus récent, vers les applications industrielles », avec « un nouveau software bien adapté ».

#### Pénurie des composants
Le rapport du Sénat français de la fin de l'année 1971 souligne en particulier la crise globale « qui sévit dans le secteur des composants », après la surchauffe de l'année 1969. Le Plan Composants esquissé en 1967 en France comme une composante importante du Plan Calcul sera jugé très insuffisant et compensé par un second au cours de la décennie 1970.

#### Réseau WDPF, devenu Ovation
Jeumont- Schneider et son actionnaire minoritaire américain vont dans les années 1970 développer le réseau WDPF, qui prendra ce nom en 1992 puis celui d'Ovation et sera actualisé plusieurs fois avec la technologie "Westnet",, pour les processus continus, "les premiers à être automatisés et à innover  dans l'automatique et l'informatique industrielle, le réseau permettant d'interconnecter et "rapatrier à moindre coût de câblage les informations nécessaires" aux salles de commande, en provenance notamment des  régulateurs numériques et  automates programmables. Dans la foulée, Westingouse a racheté en 1980 la marque de robots Puma (Programmable Universal Machine for Assembly) au spécialiste américains de l'automatisation Unimate.

## L'automatisation industrielle vue par les sociologues
D'après les sociologues Florian Butollo et Philipp Staab, les machines ne représentent pas une menace pour l'emploi : « le choix de l'automatisation reste avant tout lié à une politique : celle de la mondialisation, elle-même mise en œuvre dans les années 1990 en s'appuyant sur les technologies numériques. Dans ce cadre, blâmer les robots dispense de mettre en cause les grandes orientations économiques ».

## L'automatisation industrielle dans les crises sanitaires et les crises financières

### Crises sanitaires
Selon Carl Benedikt Frey(professeur à Oxford spécialisé dans l’histoire de l’économie), la crise sanitaire (Covid-19) en 2020 va avoir pour impact d’augmenter l’automatisation dans les entreprises cherchant à faire des économies, cela peut se vérifier en analysant la crise de 2008 dans les villes manufacturières américaines.

### Crises financières
Lors de crises financières les entreprises font le choix de remplacer les emplois avec peu de qualification par des systèmes automatiques afin de produire de façon plus efficace, de réduire le prix des produits car l’automatisation d’une chaîne de production est plus chère à l’achat mais plus rentable à long terme.

## Formations

### Années 1960
Le décret du 7 janvier 1966 (décret no 66-27) créé les onze premiers instituts universitaires de technologie, parmi lesquels une place importante est ménagée dès la rentrée suivante à une discipline nouvelle, l'informatique, notamment à Montpellier, ville d'implantion d'IBM, ou encore Belfort et Angers, deux villes où sont installées les deux grosses usines Bull, avec un DUT GEII à Angers et à Belfort. François Delmas, maire de Montpellier, prend la décision d'informatiser la gestion de sa commune en 1970, avec l'aide de huit étudiants en informatique de cet institut universitaire de technologie, chargés de la réalisation du fichier de population, en prenant avec Nîmes, Béziers et Sète des contacts "au sommet", pour installer un IBM 360 au sous-sol de la nouvelle mairie en construction dans le quartier du Polygone, ce qui n'est "pas non plus sans rapport avec l'installation en 1965, dans le chef-lieu de l'Hérault, d'une usine", observe alors la presse. Le ministère de l'intérieur installe au même moment de son côté un groupe de travail chargé d'étudier un "schéma d'automatisation des tâches communales applicable à l'échelon national", avec l'ingénieur des télécommunications, Hubert, mais "faute de moyens suffisants", il est rapidement "limité à la ville de Toulouse", où c'est la CII qui a installé une usine en 1968.